# Тайваньская бюргерия
Тайваньская бюргерия (лат. Kurixalus eiffingeri), — вид лягушек из семейства веслоногих лягушек, обитающий на Тайване и островах Ириомоте.

## Внешнее строение
Бугорки по бокам четвёрного пальца отделены друг от друга. Брюхо в многочисленных коричневых точках. Область между глазами и ноздрями вертикальная. Угловой выступ от передней границы глаза до ноздри прямой.

## Экология
Самки откладывают яйца в фитотельматы, образующиеся в пнях бамбука Phyllostachys edulis. Эти кладки поедаются хищным слизнем Parmarion martensi и поражаются хитридиомицетами. Самки лягушек неоднократно посещают кладку, для откладки неоплодотворённых яиц, которыми питаются головастики. Кроме того кладки посещаются самцами. Было замечено, что самец распознаёт слизней как хищников и удаляет любые другие подозрительные объекты, которые могут повредить яйцам. Кожные выделения самца, попадающие в воду, ограничивают рост паразитических грибов. Если препятствовать самцам посещать кладки, то увеличивается смертность яиц от паразитов и хищников. Вид включён в список угрожаемых видов Международного союза охраны природы со статусом VU (Вызывающие наименьшее опасение).